# Pikelinia patagonica
Espèce
Synonymes
- Filistata patagonica Mello-Leitão, 1938

Pikelinia patagonica est une espèce d'araignées aranéomorphes de la famille des Filistatidae.

## Distribution
Cette espèce est endémique de la province de Neuquén en Argentine,.

## Étymologie
Son nom d'espèce lui a été donné en référence au lieu de sa découverte, la Patagonie.

## Publication originale
- Mello-Leitão, 1938 : Algunas arañas nuevas de la Argentina. Revista del Museo de La Plata (Nueva Serie), vol. 1, p. 89-118.